# 布特林特湖
39°47′N 20°02′E / 39.783°N 20.033°E

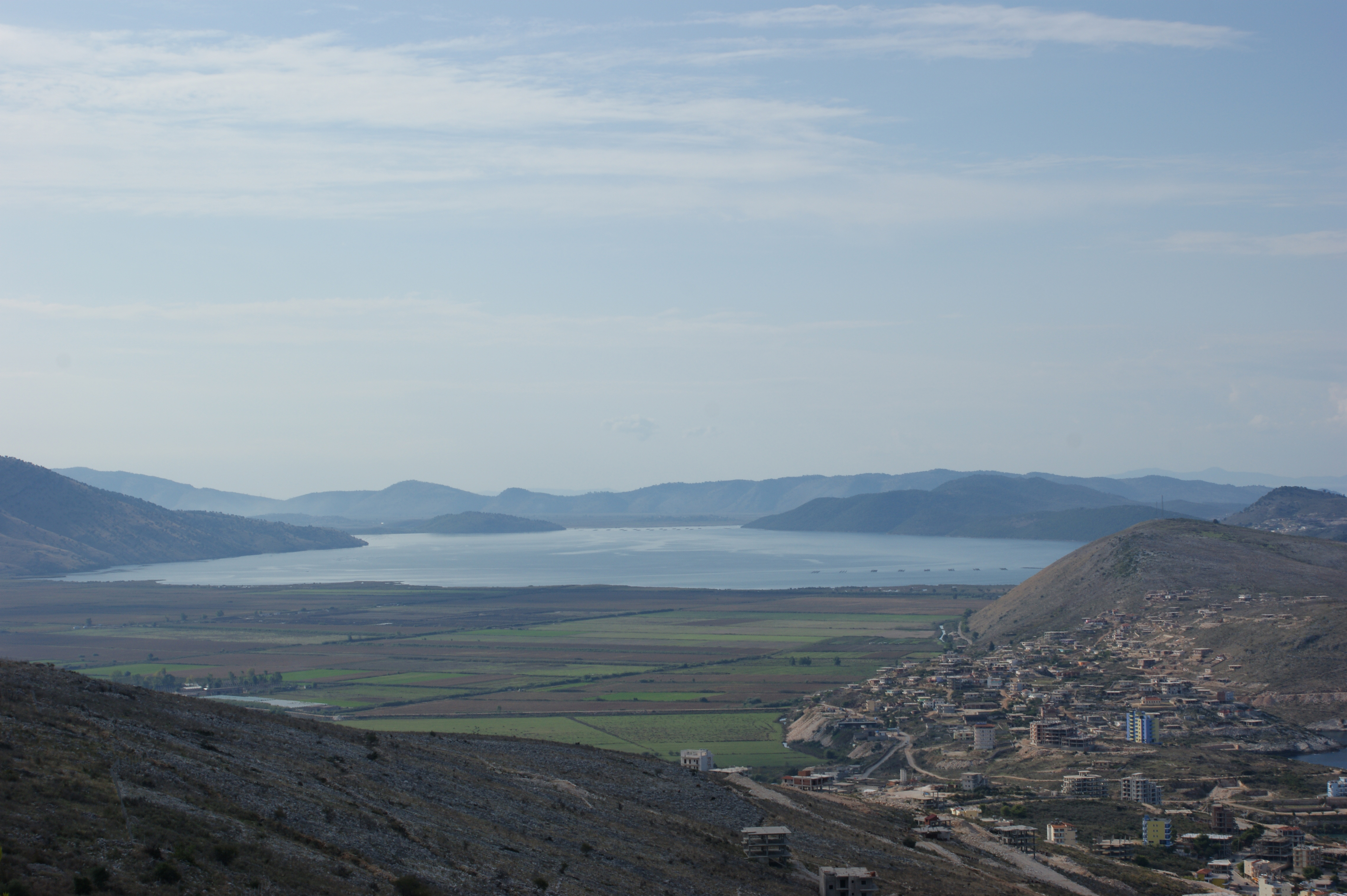

布特林特湖是阿爾巴尼亞的湖泊，位於該國南部愛奧尼亞海沿岸，長7.1公里、寬3.3公里，面積16.3平方公里，海拔高度1米，最大水深21米，是熱門的旅遊地點。